# Badminton na Igrzyskach Panamerykańskich 2015
Badminton na Igrzyskach Panamerykańskich 2015 odbywał się w dniach 11–16 lipca 2015 roku w Markham Pan Am Centre w Markham. Osiemdziesięcioro czworo zawodników obojga płci rywalizowało łącznie w pięciu konkurencjach indywidualnych i deblowych.

## Podsumowanie

### Klasyfikacja medalowa
| Klasyfikacja medalowa | Klasyfikacja medalowa | Klasyfikacja medalowa | Klasyfikacja medalowa | Klasyfikacja medalowa | Klasyfikacja medalowa |
| Miejsce               | państwo               | Złoto                 | Srebro                | Brąz                  | Razem                 |
| --------------------- | --------------------- | --------------------- | --------------------- | --------------------- | --------------------- |
| 1                     | Stany Zjednoczone     | 3                     | 0                     | 3                     | 6                     |
| 2                     | Kanada                | 1                     | 3                     | 2                     | 2                     |
| 3                     | Gwatemala             | 1                     | 0                     | 0                     | 1                     |
| 4                     | Brazylia              | 0                     | 2                     | 1                     | 3                     |
| 5                     | Kuba                  | 0                     | 0                     | 1                     | 1                     |
| =                     | Dominikana            | 0                     | 0                     | 1                     | 1                     |
| =                     | Meksyk                | 0                     | 0                     | 1                     | 1                     |
| =                     | Peru                  | 0                     | 0                     | 1                     | 1                     |
| Razem                 | Razem                 | 5                     | 5                     | 10                    | 20                    |

### Medaliści
| Konkurencja             | 1. miejsce                                             | 2. miejsce                                  | 3. miejsce                                                                            |
| ----------------------- | ------------------------------------------------------ | ------------------------------------------- | ------------------------------------------------------------------------------------- |
| Gra pojedyncza mężczyzn | Kevin Cordón                                           | Andrew D’Souza                              | Osleni Guerrero Howard Shu                                                            |
| Gra podwójna mężczyzn   | Stany Zjednoczone · Phillip Chew · Sattawat Pongnairat | Brazylia · Hugo Arthuso · Daniel Paiola     | Dominikana · Willian Cabrera · Nelson Javier · Meksyk · Job Castillo · Lino Muñoz     |
| Gra pojedyncza kobiet   | Michelle Li                                            | Rachel Honderich                            | Iris Wang Jamie Subandhi                                                              |
| Gra podwójna kobiet     | Stany Zjednoczone · Eva Lee · Paula Lynn Obanana       | Brazylia · Lohaynny Vicente · Luana Vicente | Kanada · Rachel Honderich · Michelle Li · Kanada · Alexandra Bruce · Phyllis Chan     |
| Mikst                   | Stany Zjednoczone · Phillip Chew · Jamie Subandhi      | Kanada · Toby Ng · Alexandra Bruce          | Brazylia · Alex Yuwan Tjong · Lohaynny Vicente · Peru · Mario Cuba · Katherine Winder |